# Bethesda (Ohio)
Bethesda és una població dels Estats Units a l'estat d'Ohio. Segons el cens del 2000 tenia 1.413 habitants.

## Demografia
Segons el cens del 2000, Bethesda tenia 1.413 habitants, 592 habitatges, i 397 famílies. La densitat de població era de 852,4 habitants/km².
Dels 592 habitatges en un 35,1% hi vivien nens de menys de 18 anys, en un 48,3% hi vivien parelles casades, en un 14% dones solteres, i en un 32,9% no eren unitats familiars. En el 29,9% dels habitatges hi vivien persones soles el 14,9% de les quals corresponia a persones de 65 anys o més que vivien soles. El nombre mitjà de persones vivint en cada habitatge era de 2,39 i el nombre mitjà de persones que vivien en cada família era de 2,93.
Per edats la població es repartia de la següent manera: un 26,3% tenia menys de 18 anys, un 9,6% entre 18 i 24, un 29,8% entre 25 i 44, un 20,5% de 45 a 60 i un 13,7% 65 anys o més.
L'edat mediana era de 35 anys. Per cada 100 dones de 18 o més anys hi havia 83,9 homes.
La renda mediana per habitatge era de 24.358 $ i la renda mediana per família de 31.111 $. Els homes tenien una renda mediana de 27.396 $ mentre que les dones 19.028 $. La renda per capita de la població era de 13.406 $. Aproximadament el 16,8% de les famílies i el 18,5% de la població estaven per davall del llindar de pobresa.

## Poblacions més properes
El següent diagrama mostra les poblacions més properes.